# 栗山ミヅキ
栗山 ミヅキ（くりやま ミヅキ）は、日本の漫画家。

## 略歴
2013年、『天使のはしご』が少年サンデーまんがカレッジで佳作を受賞。
2017年から2022年まで『週刊少年サンデー』にて『保安官エヴァンスの嘘 〜DEAD OR LOVE〜』を連載。

## 作品リスト

### 連載
- 保安官エヴァンスの嘘 〜DEAD OR LOVE〜（『週刊少年サンデー』2017年20号[3] - 2022年21号[4]、全20巻）

### 読切
- 天使のはしご
- 死ぬ気刑事（『週刊少年サンデー』2016年28号[2]）
- 平行線パラベラム（『週刊少年サンデー』2022年42号[5]）
- 鶴の仇返し（『サンデーうぇぶり』2023年3月8日[6]）
- 君がいなくなる前に（『週刊少年サンデーS』2023年5月号[7]） - サンデーバトル8参加作品[7]。
- いづれあやめか（『週刊少年サンデー』2024年31号[8]）
- 嵐城さんが言うには（『週刊少年サンデー』2024年39号[9]）